# Shannonomyia (Shannonomyia) congenita
Shannonomyia (Shannonomyia) congenita is een tweevleugelige uit de familie steltmuggen (Limoniidae). De soort komt voor in het Nearctisch gebied.